# Campeonato Africano de Atletismo de 2010 - Salto em altura feminino
A prova do salto em altura feminino do Campeonato Africano de Atletismo de 2010 foi disputada no dia 30 de julho de 2010 em Nairóbi,  no Quênia. 

## Recordes
Antes desta competição, os recordes mundiais e do campeonato nesta prova eram os seguintes:
|                       | Nome               | Nacionalidade   | Altura   | Local       | Data                 |
| --------------------- | ------------------ | --------------- | -------- | ----------- | -------------------- |
| Recorde mundial       | Stefka Kostadinova | Bulgária        | 2m 09 cm | Roma        | 30 de agosto de 1987 |
| Recorde do campeonato | Lucienne N'Da      | Costa do Marfim | 1m 95cm  | Belle Vue   | 28 de junho de 1992  |
| Recorde do campeonato | Hestrie Cloete     | África do Sul   | 1m 95cm  | Radès       | 7 de agosto de 2002  |
| Recorde africano      | Hestrie Cloete     | África do Sul   | 2m 06cm  | Saint-Denis | 31 de agosto de 2003 |

## Medalhistas
| Ouro                    | Prata               | Bronze                |
| Ts'oalei Selloane (LES) | Lissa Labiche (SEY) | Cherotich Koech (KEN) |

## Cronograma
Todos os horários são locais (UTC+3).
| Data        | Hora  | Evento |
| ----------- | ----- | ------ |
| 30 de julho | 14:00 | Final  |

## Resultado final
| Posição           | Atleta             | Nacionalidade | 1.55 | 1.60 | 1.65 | 1.70 | 1.75 | Resultados | Notas |
| ----------------- | ------------------ | ------------- | ---- | ---- | ---- | ---- | ---- | ---------- | ----- |
| Medalha de ouro   | Ts'oalei Selloane  | Lesoto        | –    | –    | o    | xo   | xxo  | 1.75       |       |
| Medalha de prata  | Lissa Labiche      | Seicheles     | o    | o    | o    | o    | xxx  | 1.70       |       |
| Medalha de bronze | Cherotich Koech    | Quênia        | xo   | xxx  |      |      |      | 1.55       |       |
| 4 !               | Agatha Wambui      | Quênia        | xxx  |      |      |      |      | NM         |       |
| 5 !               | Catherine Kagwiria | Quênia        |      |      |      |      |      | DNS        |       |

Legenda
| Recorde mundial       | Recorde mundial (World record)               |                       | Recorde africano                      | Recorde africano (African) |                                           | Q | Classificado por posição (Qualified) |
| Recorde do campeonato | Recorde do campeonato (Championship record)  | Recorde da América    | Recorde da América (Americas)         | q                          | Classificado por melhor tempo (Qualified) |   |                                      |
| Melhor marca do ano   | Melhor marca do ano (World leading)          | Recorde asiático      | Recorde asiático (Asian)              | DNS                        | Não largou (Did not start)                |   |                                      |
| Recorde nacional      | Recorde nacional (National record)           | Recorde europeu       | Recorde europeu (European)            | DNF                        | Não terminou (Did not finish)             |   |                                      |
| Recorde pessoal       | Recorde pessoal do atleta (Personal best)    | Recorde da Oceania    | Recorde da Oceania (Oceania)          | DSQ / DQ                   | Desclassificado (Disqualified)            |   |                                      |
| Recorde da temporada  | Recorde da temporada do atleta (Season best) | Recorde sul-americano | Recorde sul-americano (South America) | NM                         | Sem marca (No mark)                       |   |                                      |